# بريتاني دانيال
بريتاني آن دانيال (بالإنجليزية: Brittany Daniel)‏ هي ممثلة أمريكية اشتهرت بشخصية جيسيكا ويكفيلد في دورها في المسلسل التلفزيوني الشهير سويت فالي هاي حيث شاركت أختها التوأم سينثيا دانيال. وفي عام 2006 أخذت منعطفا كبيرا في حياتها لتتجه بقوة هذه المرة إلى السينما العالمية لتمثل دور مهم وخطوة جريئة في الفيلم الذي حاز على جوائز عديدة هيجان: جريمة قتل التل الخانق.

## نشأتها
ولدت بريتاني دانيال في 17 مارس 1976 في غاينيسفيل، فلوريدا. درست في المدرسة العليا بنيويورك. وفي عمر الستة عشر ربحت جائزة عن دورها في (Swan's Crossing) كما إنها عملت في مجال الإعلانات لتروج عن مجلة (سبعة عشر وأي أم).

## روابط خارجية
- بريتاني دانيال على موقع IMDb (الإنجليزية)
- بريتاني دانيال على موقع ألو سيني (الفرنسية)
- بريتاني دانيال على موقع تيرنر كلاسيك موفيز (الإنجليزية)
- بريتاني دانيال على موقع أول موفي (الإنجليزية)
- بريتاني دانيال على موقع قاعدة بيانات الأفلام السويدية (السويدية)
- بريتاني دانيال على موقع إن إن دي بي (الإنجليزية)
- بريتاني دانيال على موقع قاعدة بيانات الفيلم (الإنجليزية)
- بريتاني دانيال على موقع كينوبويسك (الروسية)